# José Vicente Conejero Gallego
José Vicente Conejero Gallego (ur. 5 kwietnia 1951 w Plasencia) – argentyński duchowny rzymskokatolicki, od 1998 biskup Formosa.